# العلاقات الإماراتية العمانية
العلاقات الإماراتية العمانية هي العلاقات الثنائية التي تجمع بين الإمارات العربية المتحدة وسلطنة عمان.

## مقارنة بين البلدين
هذه مقارنة عامة ومرجعية للدولتين:
| وجه المقارنة                                              | الإمارات العربية المتحدة | سلطنة عمان    |
| --------------------------------------------------------- | ------------------------ | ------------- |
| المساحة (كم2)                                             | 83.60 ألف                | 309.50 ألف    |
| عدد السكان (نسمة)                                         | 9.40 مليون               | 4.64 مليون    |
| الكثافة السكانية (ن./كم²)                                 | 112.44                   | 14.99         |
| العاصمة                                                   | أبو ظبي                  | مسقط          |
| اللغة الرسمية                                             | اللغة العربية            | اللغة العربية |
| العملة                                                    | درهم إماراتي             | ريال عماني    |
| الناتج المحلي الإجمالي (بليون دولار)                      | 382.58 مليار             | 72.64 مليار   |
| الناتج المحلي الإجمالي (تعادل القوة الشرائية) بليون دولار | 640.72 مليار             | 179.49 مليار  |
| الناتج المحلي الإجمالي الاسمي للفرد دولار أمريكي          | 40.44 ألف                | 15.55 ألف     |
| الناتج المحلي الإجمالي للفرد دولار أمريكي                 | 67.67 ألف                | 38.63 ألف     |
| مؤشر التنمية البشرية                                      | 0.835                    | 0.793         |
| رمز المكالمات الدولي                                      | +971                     | +968          |
| رمز الإنترنت                                              | .ae، .امارات             | عمان          |
| المنطقة الزمنية                                           | ت ع م+04:00              | ت ع م+04:00   |

## منظمات دولية مشتركة
يشترك البلدان في عضوية مجموعة من المنظمات الدولية، منها:
| علم المنظمة | اسم المنظمة                                 | تاريخ انضمام الإمارات العربية المتحدة | تاريخ انضمام سلطنة عمان |
| ----------- | ------------------------------------------- | ------------------------------------- | ----------------------- |
|             | وكالة ضمان الاستثمار متعدد الأطراف          | 20 أكتوبر 1993                        | 1989                    |
|             | الأمم المتحدة                               | 9 ديسمبر 1971                         | 7 أكتوبر 1971           |
|             | الفريق المعني برصد الأرض                    | ?                                     | ?                       |
|             | جامعة الدول العربية                         | 6 ديسمبر 1971                         | 1971                    |
|             | صندوق النقد العربي                          | ?                                     | ?                       |
|             | منظمة التعاون الإسلامي                      | ?                                     | 1970                    |
|             | منظمة حظر الأسلحة الكيميائية                | ?                                     | ?                       |
|             | منظمة التجارة العالمية                      | ?                                     | 2000                    |
|             | منظمة الشرطة الجنائية الدولية               | ?                                     | ?                       |
|             | الصندوق العربي للإنماء الاقتصادي والاجتماعي | ?                                     | ?                       |
|             | مؤسسة التنمية الدولية                       | 23 ديسمبر 1981                        | 1973                    |
|             | يونسكو                                      | 20 أبريل 1972                         | 10 فبراير 1972          |
|             | الاتحاد البريدي العالمي                     | ?                                     | ?                       |
|             | البنك الدولي للإنشاء والتعمير               | 22 سبتمبر 1972                        | 1971                    |
|             | المنظمة الهيدروغرافية الدولية               | ?                                     | ?                       |
|             | المصرف العربي للتنمية الاقتصادية في أفريقيا | ?                                     | ?                       |
|             | الاتحاد الدولي للاتصالات                    | 27 يونيو 1972                         | 28 أبريل 1972           |
|             | مؤسسة التمويل الدولية                       | 30 سبتمبر 1977                        | 1973                    |
|             | المركز الدولي لتسوية المنازعات الاستشارية   | 22 يناير 1982                         | 1995                    |

## أعلام
هذه قائمة لبعض الشخصيات التي تربطها علاقات بالبلدين:
- أحمد المخيني (لاعب كرة قدم عماني، 2 مايو 1985[20] – )
- إسماعيل مطر (لاعب كرة قدم إماراتي، 7 أبريل 1983[21] – )

## وصلات خارجية
- موقع وزارة الخارجية الإماراتية
- موقع وزارة الخارجية العمانية